# Arnór Smárason
Arnór Smárason (født 7. september 1988 i Akranes) er en islandsk fodboldspiller, der spiller i den svenske klub Hammarby IF. Han spiller primært som angriber.

## Karriere

### SC Heerenveen
Fra 2008 til 2010 spillede han 25 kampe og scorede 5 mål i Æresdivisionen for den hollandske klub SC Heerenveen.

### Esbjerg fB
I perioden juni 2010 til juni 2013 spillede han for den danske klub Esbjerg fB.

### Landshold
Smárason fik i 2008 debut for Islands fodboldlandshold.